# Mesohomotoma lutheri
Mesohomotoma lutheri är en insektsart som först beskrevs av Günther Enderlein 1918.  Mesohomotoma lutheri ingår i släktet Mesohomotoma och familjen Carsidaridae. Inga underarter finns listade i Catalogue of Life.